# 巴諾亞克
巴諾亞克或科林夫（英語：Banoak 或 Corinth）是美國北卡羅萊納州卡托巴縣一個非建制地區，其海拔高度為358米（1175英尺）。當地位於希科里西南偏南約10.8英里（17.4），並鄰近10號北卡羅萊納州州道（North Carolina Highway 10）。